# Генозавр
«Генозавр» (англ. DNA) — фильм режиссёра Уильяма Месы.

## Сюжет
В глубине тропических джунглей ученые обнаружили следы древнейшей цивилизации. Из окаменелых останков Мезозойских ископаемых они извлекли молекулы ДНК и нашли ключ к их генетическому оживлению. Эксперимент удался — чудовищный генозавр ожил…
Фильм является дешевым "клоном" "Хищника": совпадают антураж (джунгли), концепция "герои против одного сильного врага", генозавр даже "позаимствовал" у Хищника способность становиться прозрачным.

## В ролях
- Марк Дакаскос — Доктор Эш Мэттли
- Юрген Прохнов — Доктор Карл Уэссинджер
- Робин МакКи — Клэр Соммерс
- Томас Таус-младший — Мацу